# جوزيف فيسولوفسكي
جوزيف فيسولوفسكي (15 يوليو 1948 - 27 أغسطس 2015) كان أحد أساقفة بولندا للكنيسة الكاثوليكية الرومانية. كان رئيس أساقفة منذ عام 2000 حتى تم تعيينه علمانيًا من قبل الكرسي الرسولي في عام 2014. كان السفير البابوي لدى جمهورية الدومينيكان من يناير 2008 حتى تم استدعاؤه في أغسطس 2013. وكانت السلطات في جمهورية الدومينيكان تحقق في مزاعم إساءة معاملة الأطفال ضده. في يونيو/حزيران 2015، أعلن الفاتيكان أنه سيحاكم بتهمة حيازة مواد إباحية للأطفال، والتي قد يواجه بسببها عقوبة بالسجن. توفي في 27 أغسطس 2015 بسبب نوبة قلبية قبل الذهاب للمحاكمة.

## حياته المهنية
وُلِد ويسولوفسكي في نوي تارغ، وهي الآن جزء من محافظة بولندا الصغرى، في 15 يوليو 1948. تمت رسامته كاهنًا كاثوليكيًا في كراكوف في 21 مايو 1972 من قبل الكاردينال كارول فويتيلا، البابا المستقبلي يوحنا بولس الثاني. حصل على درجة في القانون الكنسي.  وللتحضير لمهنة الدبلوماسي، درس في الأكاديمية الكنسية البابوية ابتداءً من عام 1976. انضم إلى الخدمة الدبلوماسية للكرسي الرسولي في 25 مارس 1980. وقد أخذته مهامه المبكرة إلى جنوب أفريقيا، وكوستاريكا، واليابان، وسويسرا، والهند، والدنمارك.
عينه البابا يوحنا بولس الثاني رئيس أساقفة فخريًا وسفيرًا رسوليًا في بوليفيا في 3 نوفمبر 1999 ورسمه أسقفًا في 6 يناير 2000. في عام 2002، عينه البابا يوحنا بولس الثاني سفيرًا بابويًا في أربع دول في آسيا الوسطى: كازاخستان وطاجيكستان في 16 فبراير، وقيرغيزستان في 6 يوليو، وأوزبكستان في 6 نوفمبر. في 24 يناير 2008، عينه البابا بنديكتوس السادس عشر سفيرًا بابويًا لدى جمهورية الدومينيكان ومندوبًا رسوليًا لدى بورتوريكو.

## التحقيقات
في 21 أغسطس/آب 2013، أقال البابا فرانسيس ويسولوفسكي وغادر جمهورية الدومينيكان على الفور. أشارت التقارير الإخبارية الأولية من إيطاليا إلى أن رحيل ويسولوفسكي يرجع إلى نزاع دام ثلاث سنوات بين الأخير وروبرتو جونزاليس نيفيس، رئيس أساقفة سان خوان دي بورتوريكو صرح الكاردينال نيكولاس دي خيسوس لوبيز رودريغيز، رئيس أساقفة سانتو دومينغو، للصحافة في 27 أغسطس أن فيسولوفسكي كان "صديقًا عظيمًا ومدافعًا عظيمًا عن السلام". قال إن الخلاف بين ويسولوفسكي وجونزاليس نشأ عن دعم الأخير لاستقلال بورتوريكو.
في 2 سبتمبر 2013، أفادت الصحفية الاستقصائية الدومينيكية نوريا بييرا أن ويسولوفسكي قد تم فصله بسبب تورطه في الاعتداء الجنسي على القُصَّر. بحلول ذلك الوقت كان يُعتقد أن ويسولوفسكي قد غادر جمهورية الدومينيكان. في اليوم التالي، قال أجريبينو نونيز كولادو، رئيس الجامعة الكاثوليكية البابوية الأم والمعلمة، إن ويسولوفسكي قد تم استدعاؤه إلى الفاتيكان بسبب مزاعم إساءة معاملة الأطفال. ثم نفى متحدث باسم مؤتمر الأساقفة الكاثوليك في جمهورية الدومينيكان تصريح نونيز كولادو ووصف استدعاء ويسولوفسكي إلى روما بأنه "روتيني". ووصف مزاعم إساءة معاملة الأطفال من قبل ويسولوفسكي بأنها "شائعات" وأضاف أنه "لا يوجد دليل ضد ويسولوفسكي".
في 4 سبتمبر/أيلول 2013، بدأت السلطات في جمهورية الدومينيكان تحقيقاً في سلوك ويسولوفسكي. وأكد الفاتيكان أن مسؤولي الفاتيكان كانوا يجروا تحقيقاتهم الخاصة بشأن ويسولوفسكي وأنه تم استدعاؤه. وقد نفى متحدث باسم الفاتيكان أن يكون الاعتداء على الأطفال في حد ذاته هو الأساس للاستدعاء، لكنه قال إن المزاعم كانت خطيرة بما يكفي لتعليق عمل ويسولوفسكي أثناء التحقيق. في وقت لاحق، نفى زعماء الكنيسة المحلية أن يكون ويسولوفسكي قيد التحقيق بتهمة إساءة معاملة الأطفال ووصفوا استدعائه بأنه إجراء إداري.
كان الكاهن المتهم مع فيسولوفسكي، الأب فويتشيك جيل، قد عاد إلى وطنه بولندا ، وقدّم المحققون الدومينيكانيون لنظرائهم البولنديين وثائق موسعة عن الاتهامات الجنائية ضده في سبتمبر/أيلول، حيث لا توجد معاهدة لتسليم المجرمين بين بولندا وجمهورية الدومينيكان. تم إيقاف جيل عن أداء مهامه في السفارة البابوية في مايو 2013 أثناء إجازته في موطنه بولندا. قال إن التهم الموجهة إليه كانت من عمل تجار المخدرات المعارضين لعمله التعليمي. ألقت السلطات البولندية القبض على جيل في 17 فبراير 2014.
في يناير 2014 كانت هناك تقارير تفيد بأن الفاتيكان رفض تسليم فيسولوفسكي إلى موطنه بولندا، بناءً على رد الفاتيكان على استفسار من مكتب المدعي العام في وارسو والذي قال: "رئيس الأساقفة فيسولوفسكي هو مواطن من الفاتيكان، وقانون الفاتيكان لا يسمح بتسليمه". ووفقًا للمتحدث باسم الفاتيكان الأب فيديريكو لومباردي ، لم يتم تقديم أي طلب تسليم وأن الفاتيكان وبولندا وجمهورية الدومينيكان يتعاونون مع بعضهم البعض. وقال إن ويسولوفسكي يخضع لتحقيق قانوني من قبل مجمع العقيدة والإيمان، ومن الممكن أن تشمل النتائج العلمانية. وقال أيضًا إن التهم الجنائية التي سيتم محاكمتها في محكمة الفاتيكان هي احتمالية.

## إجراءات الفاتيكان
في 27 يونيو 2014، أعلن مكتب الصحافة التابع للفاتيكان أن المرحلة الأولى من المحاكمة الكنسية لفيسولوسكي قد انتهت بعلمنته. يُحظر على رجل الدين العلماني ممارسة الوظائف الوزارية في جميع الظروف تقريبًا. وبشكل عام، فإن أي ممارسة لسلطته في إدارة الأسرار تعتبر صالحة ولكنها غير مشروعة، إلا في ظروف استثنائية.
في 23 سبتمبر/أيلول التالي، عقد الفاتيكان جلسة افتتاحية في الإجراءات الجنائية ضد ويسولوفسكي. وبسبب حالته الصحية، ظل قيد الإقامة الجبرية طوال مدة المحاكمة بدلاً من احتجازه بشكل أكثر تقييدًا. وفقًا للومباردي، لم يعد فيسولوفسكي يتمتع بالحصانة الدبلوماسية وكان عرضة لأي إجراءات قضائية قد تكون اتخذت ضده. بحسب تقرير أعده المحققون لصالح الادعاء العام، تم العثور على آلاف الصور ومقاطع الفيديو ذات المحتوى الجنسي الصريح على أجهزة الكمبيوتر التي كان يستخدمها. لقد استخدموا البيانات الفنية التي استعادوها لإعادة بناء اتصالات ويسولوفسكي خلال مسيرته الدبلوماسية.
ناقش جيان بييرو ميلانو، مروج العدالة في الفاتيكان، وفرانسيسكو دومينغيز بريتو، النائب العام للجمهورية الدومينيكية، قضية ويسولوفسكي قبل أن يلتقي البابا فرانسيس مع دومينغيز بريتو في 3 ديسمبر/كانون الأول، الذي أخبر البابا أنه وميلانو "بحثا الإجراءات والكفاءات القانونية والخطوات الواجب اتباعها، بما يتماشى مع الإجراءات الجنائية في الفاتيكان". بحسب المتحدث باسم البابا، أكد فرانسيس "أن مؤسسات النظامين القضائيين يجب أن تعمل بحرية كاملة وفي حدود القانون".
وجه المدعي العام بالفاتيكان اتهامًا إلى ويسولوفسكي في يونيو 2015 بحيازة مواد إباحية للأطفال، وتم تحديد موعد المحاكمة في 11 يوليو. تم تأجيل المحاكمة في 11 يوليو بسبب "مرض غير متوقع" أدى إلى إدخال ويسولوفسكي إلى العناية المركزة.

## وفاته
تم العثور على ويسولوفسكي ميتا في مقر إقامته في الفاتيكان في 27 أغسطس 2015. وجاء في بيان للفاتيكان أنه من المرجح أن يكون سبب وفاته طبيعيا. وقد حدد التشريح الأولي الذي أجراه فريق من الأطباء سبب الوفاة على أنه نوبة قلبية، وأكد التشريح النهائي أن الوفاة كانت لأسباب طبيعية. وقد استخدم في قداس جنازته في 31 أغسطس النموذج المخصص لأعضاء العلمانيين. وقد احتفل به رئيس الأساقفة كونراد كرايفسكي، المسؤول عن الصدقات البابوية.
كان الفاتيكان متناقضًا في إشاراته إلى ويسولوفسكي. لقد أغفل إعلان وفاته لقبه الديني وأشار إليه باعتباره السفير الرسولي السابق، في حين استخدم التشريح النهائي لقب المونسنيور.